# Emile Gabriel Grison

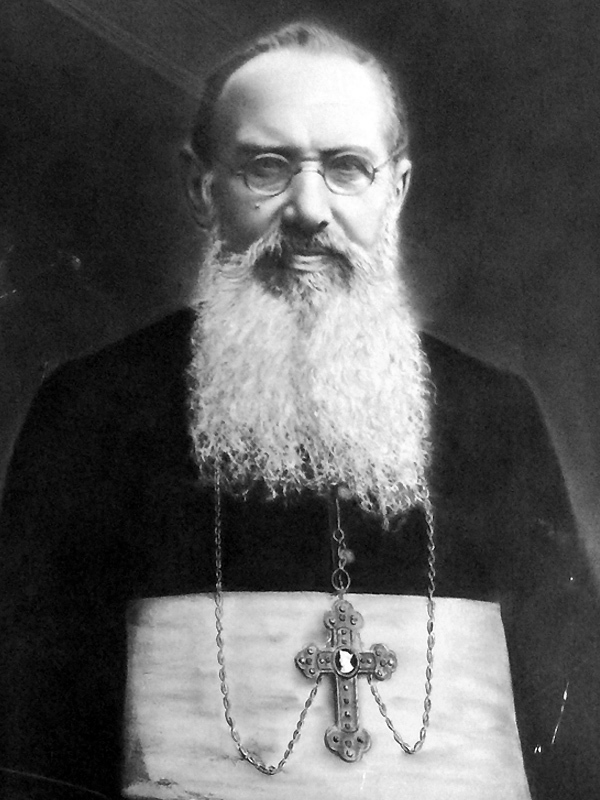
Emile Gabriel Grison

Emile Gabriel Grison S.C.I. (Saint-Julien-sous-les-Côtes Frankrijk, 25 december 1860  – 13 februari 1942), bisschop van Stanley Falls in Kongo, was een missionaris van de Priesters van het Heilig Hart. Hij werd priester gewijd op 30 november 1883 en stichtte in opdracht van Leo Dehon de missie van Stanley Falls in 1904. Op 12 maart 1908 werd hij benoemd tot apostolisch vicaris van Stanley Falls, op 11 oktober 1908 tot bisschop gewijd. In 1933 ging Mgr. Grison op rust. Hij werd opgevolgd door Mgr. Camille Verfaillie.

## Pionier
Pater Grison was in 1888 al als missionaris naar Quito in Ecuador gezonden, de eerste missie van de Priesters van het Heilig Hart. In 1896, na de ‘Liberale revolutie van 1895’ die in Ecuador een vrijzinnige regering aan de macht bracht, moest de SCI-missie in Quito worden verlaten.
Pater Grison werd daarop in 1897 door zijn overste Leo Dehon, stichter van de SCI-congregatie, naar Stanley Falls gezonden om er een nieuwe missie op te starten. Het gebied dat de Heilige Congregatie Propaganda Fide in Rome aan de Priesters van het Heilig Hart had toegewezen, was 6,5 keer de  grootte van België. Uit de brieven die pater Grison naar zijn generaal overste Dehon stuurde, komt hij naar voor als een praktisch aangelegde pionier die binnen het jaar de eerste missiegebouwen optrekt op een vrij gemaakt brousseterrein van 5 ha. Hij noemt de missie ‘Sint Gabriel’ naar zijn patroonheilige. Het aanleren van de lokale taal Kiswahili gaat moeizaam, maar toch leeft pater Grison in goede verstandhouding met de lokale stam van de Wagenia’s, de ‘koningen van de stroom’, die indruk op hem maken vanwege hun behendigheid met prauwen in het wilde water van de Falls. Minder goed is zijn relatie met de Bakumu’s, jagers die op voet van oorlog leven met de kolonisten, kannibalen ook die op 31 maart 1898 in het bos een van de aan Grison toevertrouwde kinderen doodden om op te eten. Met Kerstmis 1898 doet pater Grison de eerste mis in de kleine kapel van Saint Gabriel, de missiepost die zou uitgroeien tot het centrum van Kongo's grootste diocees, het huidige aartsbisdom Kisangani.